# 이창부
이창부(李昌符, ? ~ 887년 8월 23일?)는 당나라 말기의 군벌로, 884년부터 887년까지 봉상군을 통치하였다. 887년, 그의 군대는 당 희종을 호위하던 조정 군대와 충돌하여, 조정군의 장수 무정군(武定軍, 본부는 지금의 섬서성 한중시에 두었다)절도사 이무정에게 격파되어 패하였고, 이후 부하 장수 설지주(薛知籌)에게 처형되었다.

## 생애

### 봉상군을 접수하다
이창부의 출신 배경에 대해서는 거의 알려져 있지 않다. 당나라의 정사인 《구당서》와 《신당서》에조차 그의 전기가 수록되어 있지 않다. 사서(史書)에서의 그에 대한 최초의 언급은 884년에 있었다. 당시, 그의 형 이창언이 병으로 위독하게 되자, 이창부를 유후(留後)로 임명하였다. 이후, 당시의 황제였던 당 희종은 이창부를 정식으로 절도사에 임명하였다.

## 참고 자료
- 《자치통감》제256권・제257권

| 전임 이창언 | 봉상절도사 884년 ~ 887년 | 후임 이무정 |